# یکاهای مرسوم در ایالات متحده آمریکا

کشورهایی که در سال ۲۰۱۹ از سیستم‌های متریک (SI)، امپریال و عرفی ایالات متحده استفاده می‌کنند.

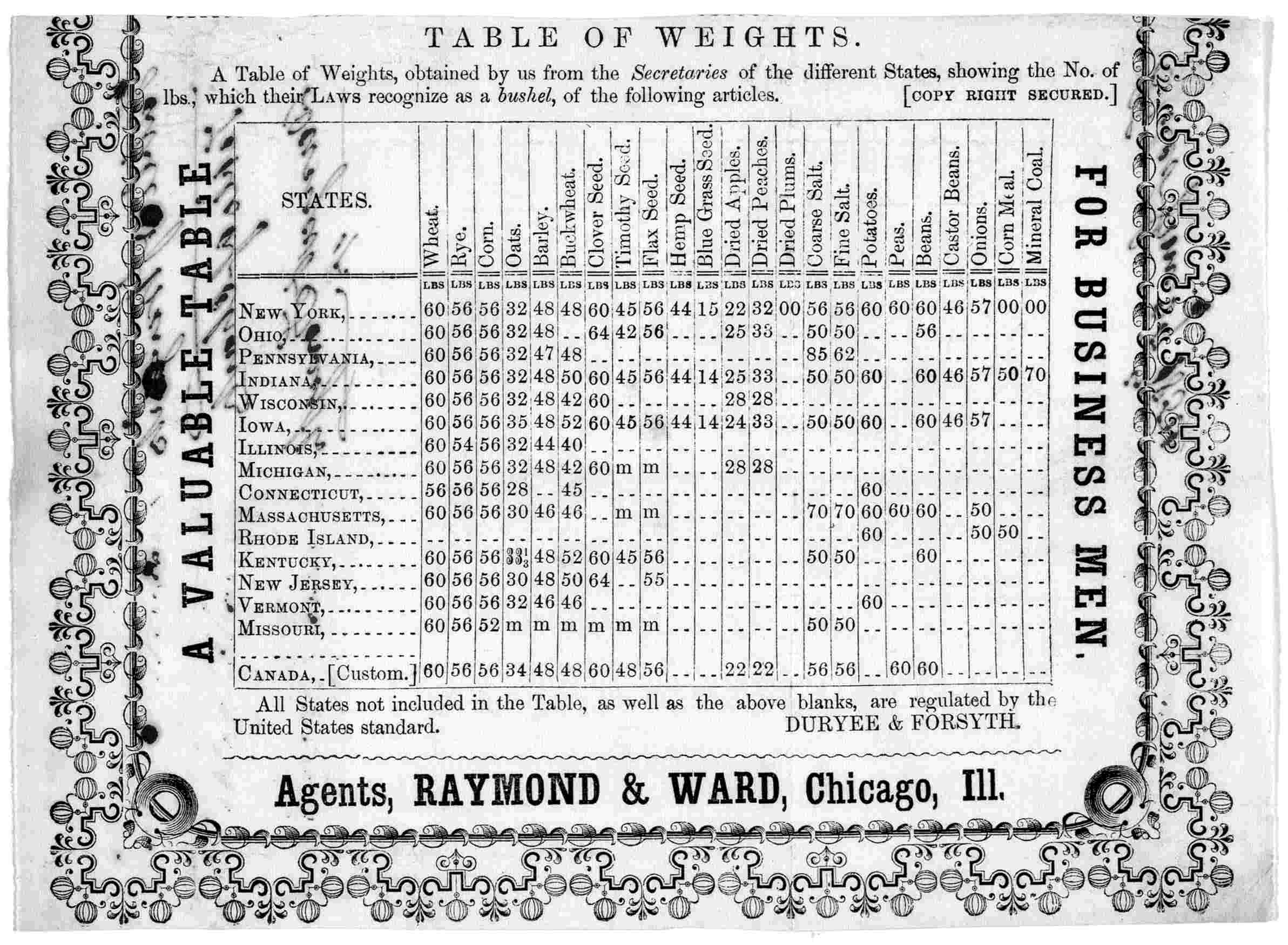
جدول وزن‌ها برای تبدیل پوند در سال ۱۸۵۴ میلادی

دستگاه آمریکایی یا واحدهای اندازه‌گیری آمریکایی (به انگلیسی: United States customary units) به مجموعه واحدهای اندازه‌گیری‌ای گفته می‌شود که توسط ایالات متحدهٔ آمریکا به‌صورت رسمی استفاده می‌شوند. این دستگاه برگرفته از یکای انگلیسی است که تا سال ۱۸۹۳ استفاده می‌شد و بعد از آن به دستگاه آمریکایی تغییر یافت.
کشور ایالات متحده و بیشتر قلمروهای آن، از سال ۱۸۳۲ از واحدهای اندازه‌گیری مرسوم ایالات متحده استفاده می‌کنند. این سیستم از واحدهای انگلیسی که پیش از استقلال آمریکا در امپراتوری بریتانیا رایج بود، توسعه یافته است. در حالی که بسیاری از واحدهای آمریکایی شبیه واحدهای امپریالیستی هستند، اما تفاوت‌های قابل توجهی بین این دو سیستم وجود دارد؛ زیرا سیستم بریتانیا در سال ۱۸۲۴ برای ایجاد سیستم امپریالیستی تکامل یافت و تعاریف برخی از واحدهایش را در سال ۱۸۲۶ تغییر داد.
بیشتر واحدهای مرسوم ایالات متحده در سال ۱۸۹۳ و پیش از آن، بر اساس متر و کیلوگرم بازتعریف شدند. این تعاریف با توافق بین‌المللی یارد و پوند در سال ۱۹۵۹ اصلاح شدند.
ایالات متحده از واحدهای مرسوم در فعالیت‌های تجاری و مصارف شخصی و اجتماعی استفاده می‌کند. با این حال، در علوم، پزشکی، بسیاری از بخش‌های صنعت و برخی از مناطق دولتی و نظامی، از واحدهای متریک استفاده می‌شود. سیستم بین‌المللی یکاها که شکل مدرن سیستم متریک است، برای بسیاری از کاربردها توسط مؤسسه ملی فناوری و استانداردها ترجیح داده می‌شود. برای اندازه‌گیری‌های جدیدتر که واحد مرسوم سنتی ندارند، از واحدهای بین‌المللی استفاده می‌شود که گاهی با واحدهای مرسوم ترکیب می‌شوند؛ به عنوان مثال، مقاومت الکتریکی سیم بر حسب اهم در هر هزار فوت بیان می‌شود.

## استفاده
آمریکا تنها کشور صنعتی است که از دستگاه متریک در تولیدات خود استفاده نمی‌کند. این دستگاه در تمام تولیدات و فعالیت‌های رسمی آمریکا کاربرد دارد. البته در بعضی از بخش‌ها، مانند ارتش آمریکا و شاخه‌های مرتبط با علم، از واحدهای متریک استفاده می‌شود.